# 佐々木悠花
佐々木 悠花（ささき はるか、1987年7月23日）は、日本のグラビアアイドル・タレント・女優。
埼玉県出身、アルファライズプロダクション所属。愛称は「はるぴぃ」。

## 人物
趣味は散歩、作詞。特技は魚の三枚卸とフルート。

## 音楽活動
- Girls Paradise 
  - 『アシタノジカンワリ』作詞・作曲　yossi（レコチョク・iTune store配信）
  - 『灰の格言』作詞・作曲　石井ひこんちゃ

## 出演

### ラジオ
- 葛飾FM 78.9MHz 『村山ひとしのキャラリンッぱ！』レギュラー（同番組内冠コーナー『佐々木悠花のザカ紙雑学』）
- エフエム浦和 (REDS WAVE) 78.3MHz 『らじおじお』レギュラー（エレガールずとして）（放送終了）

### インターネットラジオ
- ニッポン放送Suono Dolce IPSAモデル出演（2009年8月）

### TV
- 金スマ！（TBS）再現VTR
- ロンドンハーツ（テレビ朝日）
- ベネッセ「おしごとたんけん」（CS放送）
- 行列のできる法律相談所（日本テレビ）再現VTR
- げんこつガンバメント！（日本テレビ）
- ズームイン！特集（日本テレビ）
- オビラジR（TBS）ホメ顔MAX!

### NET TV
- AKiBAッテキ!!（エンタ!371）
- Girls Train（あっ!とおどろく放送局）
- 亀田講義VSメディチタン八木（2010年-2011年、あっ!とおどろく放送局）レギュラー

### TVCM
- ニベアSun
- 長野銀行TVCM　主役銀行員役
- 資生堂インフォマーシャルモデル＆リポーターBS朝日「エコの作法」
- パナソニック　ナノケア

### 雑誌
- 2007年bea's up8月号　IPSA2007夏新商品イメージガール
- 2009年bea's up10月号　IPSA2009秋新商品イメージガール
- Hot SPA　秋葉原アイドル特集
- 2010年bea's up1月号
- 週刊アスキー2009/06/30号
- カスタムバーニング12月号(2009)表紙モデル
- 週刊アスキー2010/07/27号

### 舞台
- 新宿アオカンアブレボーイズ〜人生最終地点あとは昇るだけ〜ぺぺ役
- LOST KIDS 「お江戸は何時も大騒ぎ」　はるか役
- LOST KIDS 「お江戸は何時も大騒ぎ 弐〜元禄武士道外伝〜」　瑤泉院，阿久里姫役
- LOST KIDS 「お江戸は何時も大騒ぎ 参〜ROUNIN〜」　小百合役
- 「上に参りま〜す♪」蒲原恵役(主演)
- 義魂BROTHERS　「シュウマツはネクタイを締めて」　野上トラ子役
- 劇団BOOGIE★WOOGIE　「リビング★デッド」　瞳役
- 義魂BROTHERS　「ブラッディ・マリー」　マリー役
- 東京ストーリーテラー2012夏公演　「点描の絆」　戸越望役

### 他
- つんく♂『TO YOU』PV
- 第1回 Luce Collection　ゲストモデル
- レコチョク配信！！「アシタノジカンワリ」
- 創業90年の老舗「マルベル堂」プロマイド発売
- 広島空港　国際線　到着ロビーアナウンス

### DVD
- イメージDVD Haruka Sasaki
- 1stDVD　悠花とあそぼ☆
- 日昇出版　佐々木悠花「ぷるぷるフラフープ」
- 日昇出版　「ビーチボールロマンス」
- 日昇出版　「ブルマでファイト！2」